# Petite lèvre
Pour les articles homonymes, voir Lèvre (homonymie), Nymphe (homonymie) et Nymphes.
Les petites lèvres, appelées aussi lèvres internes ou nymphes (labia minora en latin), sont deux replis de peau qui font partie de la vulve (appareil génital féminin externe). Situées entre les grandes lèvres, elles encadrent l'entrée du vagin. À leur sommet se trouve le gland du clitoris. Le méat urinaire est situé entre les petites lèvres, sous le  clitoris et au-dessus de l’entrée du vagin. Elles peuvent dépasser des grandes lèvres chez certaines femmes, elles varient considérablement en taille, en couleur et en forme d'un individu à l'autre.

## Structure et fonctionnement

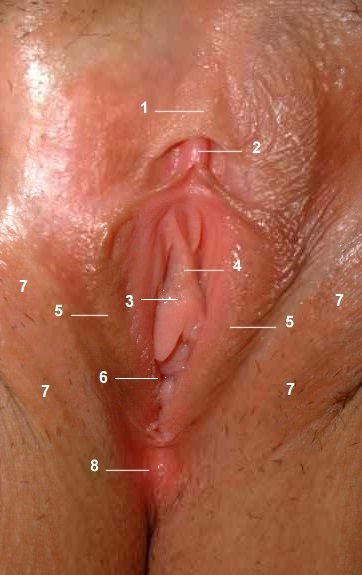
Vulve d'une femme. Légende : 1. Capuchon du clitoris ; 2. Gland du clitoris ; 3. Méat urétral ; 4. Vestibule vulvaire ; 5. Petites lèvres ; 6. Orifice vaginal ; 7. Grandes lèvres ; 8. Raphé périnéal.

Les petites lèvres s'étendent du clitoris obliquement vers le bas, latéralement et vers l'arrière de chaque côté du vestibule vulvaire, se terminant entre le bas du vestibule vulvaire et les grandes lèvres. Les extrémités postérieures (en bas) des petites lèvres sont généralement reliées à travers la ligne médiane par un pli de peau, appelé le frein ou frenulum des petites lèvres ou fourchette.
Sur le devant, chaque lèvre se divise en deux parties entourant le clitoris. La partie supérieure de chaque lèvre passe au-dessus du clitoris pour rejoindre la partie supérieure de l'autre lèvre - qui sera souvent un peu plus grande ou plus petite - formant un pli qui surplombe le gland du clitoris (pointe ou tête clitoridienne); ce pli est nommé capuchon du clitoris. La partie inférieure passe sous le gland clitoridis et s'unit à sa surface inférieure, formant, avec la lèvre intérieure du côté opposé, le frein du clitoris.
Le capuchon clitoridien, analogue au prépuce du pénis chez l'homme, recouvre la plupart du temps la tige et parfois le gland (qui est très sensible au toucher) et protège le clitoris des irritations mécaniques et de la sécheresse. Pourtant, le capuchon est mobile et peut glisser pendant l'érection clitoridienne ou être tiré un peu vers le haut pour une plus grande exposition du clitoris à la stimulation sexuelle.
Le frenelum (latin pour frein) est une bande élastique de tissu attachée par son extrémité à la tige et au gland clitoridien et par son autre extrémité au prépuce. Il permet un déplacement bidirectionnel du capuchon clitoridien: d'une part, il peut s'étendre et permet ainsi au capuchon d'être déplacé vers le haut pour exposer le gland, et d'autre part, il se contracte pour tirer le capuchon vers l'arrière et le protéger.

## Histologie
Sur les surfaces internes des petites lèvres se trouvent des glandes sébacées non associées à des follicules pileux. Ils sont tapissés d'épithélium pavimenteux stratifié sur ces surfaces. Comme dans toute la zone du vestibule vulvaire, le mucus sécrété par ces glandes protège les lèvres de la sécheresse et des irritations mécaniques.

## Variation
Étant plus minces que les grandes lèvres, les petites lèvres peuvent également être plus étroites que les premières ou plus larges que les grandes lèvres, faisant ainsi saillie dans la fente pudendale et rendant le terme "petite" lèvre essentiellement inapplicable dans ces cas.
La réception de lèvres plus larges et / ou plus longues varie considérablement entre différentes personnes, certains hommes et femmes soulignant la beauté de grandes lèvres tandis que d'autres femmes qui en ont se plaignent d'un certain inconfort, soit par irritation mécanique de leurs vêtements plus serrés, soit par leurs propres vêtements ou l'attitude négative de leurs pairs à l'image des organes génitaux féminins moins compacts que leurs stéréotypes.
Ils peuvent également être lisses ou volants, ces derniers étant plus typiques des petites lèvres longues ou larges.
De 2003 à 2004, des chercheurs du département de gynécologie de l'hôpital Elizabeth Garret Anderson de Londres ont mesuré les lèvres et autres structures génitales de 50 femmes âgées de 18 à 50 ans, avec un âge moyen de 35,6 ans. Les résultats sont :
| Mesure                            | Intervalle | Moyenne [SD] |
| --------------------------------- | ---------- | ------------ |
| Longueur du clitoris (mm)         | 5–35       | 19.1 [8.7]   |
| Largeur du gland clitoridien (mm) | 3–10       | 5.5 [1.7]    |
| Distance Clitoris-Urètre (mm)     | 16–45      | 28.5 [7.1]   |
| Longueur grandes lèvres (cm)      | 7.0–12.0   | 9.3 [1.3]    |
| Longueur petites lèvres (mm)      | 20–100     | 60.6 [17.2]  |
| Largeur petites lèvres (mm)       | 5–60       | 21.8 [9.4]   |
| Longueur périnée (mm)             | 15–55      | 31.3 [8.5]   |
| Longueur vagin (cm)               | 6.5–12.5   | 9.6 [1.5]    |

| Echelle de Tanner (n)                                                | IV          | 4  |
| Echelle de Tanner (n)                                                | V           | 46 |
| Couleur de la région génitale par rapport à la peau environnante (n) | Identique   | 9  |
| Couleur de la région génitale par rapport à la peau environnante (n) | Plus sombre | 41 |
| Rugosité des lèvres (n)                                              | Lisse       | 14 |
| Rugosité des lèvres (n)                                              | Modérée     | 34 |
| Rugosité des lèvres (n)                                              | Marquée     | 2  |

En raison de la représentation fréquente de la fente pudendale sans saillie dans l'art et la pornographie, il y a eu une augmentation de la popularité de la labiaplastie (chirurgie pour modifier les lèvres) généralement, pour les rendre plus petites. D'un autre côté, il y a un mouvement opposé d'étirement des lèvres, traditionnellement pratiqué dans certains pays africains de l'Est et du Sud et du Pacifique Sud. Ses partisans soulignent la beauté des longues lèvres et leur rôle positif dans la stimulation sexuelle des deux partenaires.

## Mutilations génitales féminines
- Dans certaines cultures, on pratique l’excision (l’ablation) du clitoris et d’une partie des petites lèvres.
- L’infibulation consiste en la suture des petites lèvres, afin d’empêcher tout rapport sexuel vaginal.